# Riki Takagi
Riki Takagi (japanisch 髙木 理己 Takagi Riki; * 13. Juli 1978 in der Präfektur Chiba) ist ein japanischer Fußballtrainer.

## Karriere
2011 wurde Takagi Co-Trainer von Kyoto Sanga FC. 2014 wechselte er zu Gainare Tottori. 2016 wechselte er zu Shonan Bellmare. 2019 wurde Takagi Cheftrainer von Gainare Tottori.